# Тетида
Тетида (грч. Θέτις) је у грчкој митологији Нереида, кћер божанства мора Нереја и Океаниде Дориде.Тетида је мајка најславнијег грчког јунака Ахила.

## Митологија
Описивана је као лепа, доброћудна и љубазна, али срећа јој није била наклоњена. Пожелели су је истовремено и бог мора Посејдон и највиши бог Зевс. Ипак, када им је мудра Темида открила пророчанство да ће Тетидин син бити јачи од свог оца, Зевс ју је у свом интересу приморао да се уда за смртника и одабрао јој је за мужа фтијског краља Пелеја. Краљ је, иначе био човек одважан и пун врлина, али Тетида није желела да се покори вољи богова и Пелеј је са муком успео да се њоме ожени.
Према другој причи, Тетида је одбила Зевсово удварање, јер није желела да увреди његову жену Херу која ју је одгајила на Олимпу. Зевс је зато решио да понизи Тетиду наменивши јој судбину да се уда за смртника, али је Хера одабрала најплеменитијег међу њима. 
Свадба Пелеја и Тетиде је прослављена на Пелиону, у присуству свих богова и уз песму муза. Свадба је остала забележена зато што је богиња свађе Ерида, увређена зато што није позвана, подметнула златну јабуку раздора која је изазвала сујету богиња, а потом и чувени Тројански рат.
Пелеју је родила сина Ахила кога је као малог уронила у воде реке Стикс, реке подземног света, тако да му је цело тело, осим пете за које га је држала, покрио невидљиви оклоп. Међутим, убрзо је напустила и Пелеја и сина. Пелеј ју је наиме, затекао како кали сина над ватром да би постао нерањив и мислећи да хоће да га убије, потегао је на њу мач. Престрашена Тетида је побегла, не објаснивши шта ради и никад се више није вратила. Није му објаснила да не жели да њена деца доживе страхоте старости и зато их је мазала амброзијом у калика над ватром да би уништила у њима смртни део који су наследили од оца. Ипак, чак и у морским дубинама где је живео њен отац није престала да брине и бди над својим сином. Није је радовала слава зато што је мајка највећег јунака међу хиљадама ахејских војника под Тројом. Знала је за пророчанство да ће Ахил изабере ли славу ратника, уместо дуге и спокојне владавине у Фтији, погинути у цвету младости. Као мајка желела је да му спаси живот, чак га је и сакрила од краља Агамемнона који га је као врховни заповедник ахејске војске позвао у рат против Троје, а кад је у бојевима пред Тројом Ахил остао без оружја, замолила је бога Хефеста да му изради ново. Ипак, није могла против судбине и њен син је убијен на бојном пољу. Пренела га је на острво Леуку, а старом и изнемоглом Пелеју обећала вечни живот. Од тада се више није појављивала међу људима.